# Гірськолижний спорт на зимових Олімпійських іграх 2022
Змагання з гірськолижного спорту на зимових Олімпійських іграх 2022 року тривали з 6 до 20 лютого 2022 року на трасах Національного гірськолижного центру в районі Яньцін (Китай).

## Кваліфікація
Для участі в іграх МОК виділив спортсменам 306 квотних місць. Національний олімпійський комітет може виставити на змагання щонайбільше 22 спортсмени, по 11 чоловіків та 11 жінок.

## Розклад змагань
Вказано  місцевий час (UTC+8). Розклад може змінитись у належний час.
| Дата                                  | Час         | Дисципліна                    |
| ------------------------------------- | ----------- | ----------------------------- |
| 7 лютого                              | 12:00       | Швидкісний спуск (чоловіки)   |
| 7 лютого                              | 09:30 14:30 | Гігантський слалом (жінки)    |
| 8 лютого                              | 11:00       | Супергігант (чоловіки)        |
| 9 лютого                              | 10:15 13:45 | Слалом (жінки)                |
| 10 лютого                             | 10:30 14:15 | Комбінація (чоловіки)         |
| 11 лютого                             | 11:00       | Супергігант (жінки)           |
| 13 лютого                             | 10:15 13:45 | Гігантський слалом (чоловіки) |
| 15 лютого                             | 11:00       | Швидкісний спуск (жінки)      |
| 16 лютого                             | 10:15 13:45 | Слалом (чоловіки)             |
| 17 лютого                             | 10:30 14:00 | Комбінація (жінки)            |
| 19 лютого                             | 11:00       | Змішані команди               |
| Джерело: Вказано місцевий час (UTC+8) |             |                               |

## Чемпіони та призери

### Таблиця медалей
| Місце               | Країна              | Золото | Срібло | Бронза | Загалом |
| ------------------- | ------------------- | ------ | ------ | ------ | ------- |
| 1                   | Швейцарія           | 5      | 1      | 3      | 9       |
| 2                   | Австрія             | 3      | 3      | 1      | 7       |
| 3                   | Франція             | 1      | 1      | 1      | 3       |
| 4                   | Словаччина          | 1      | 0      | 0      | 1       |
| 4                   | Швеція              | 1      | 0      | 0      | 1       |
| 6                   | Італія              | 0      | 2      | 2      | 4       |
| 7                   | Норвегія            | 0      | 1      | 3      | 4       |
| 8                   | Німеччина           | 0      | 1      | 0      | 1       |
| 8                   | США                 | 0      | 1      | 0      | 1       |
| 8                   | Словенія            | 0      | 1      | 0      | 1       |
| 11                  | Канада              | 0      | 0      | 1      | 1       |
| Загалом (11 збірна) | Загалом (11 збірна) | 11     | 11     | 11     | 33      |

### Чоловіки
| Дисципліна         | Золото                     | Золото  | Срібло                             | Срібло  | Бронза                             | Бронза  |
| ------------------ | -------------------------- | ------- | ---------------------------------- | ------- | ---------------------------------- | ------- |
| Швидкісний спуск   | Беат Фойц · Швейцарія      | 1:42.69 | Жоан Кларе · Франція               | 1:42.79 | Маттіас Маєр · Австрія             | 1:42.85 |
| Супергігант        | Маттіас Маєр · Австрія     | 1:19.94 | Раян Кохран-Зігль · США            | 1:19.98 | Александер Омодт Кільде · Норвегія | 1:20.36 |
| Гігантський слалом | Марко Одерматт · Швейцарія | 2:09.35 | Жан Кранець · Словенія             | 2:09.54 | Матьє Февр · Франція               | 2:10.69 |
| Слалом             | Клеман Ноель · Франція     | 1:44.09 | Йоганнес Штрольц · Австрія         | 1:44.70 | Себастьян Фосс-Солевог · Норвегія  | 1:44.79 |
| Комбінація         | Йоганнес Штрольц · Австрія | 2:31.43 | Александер Омодт Кільде · Норвегія | 2:32.02 | Джеймс Кроуфорд · Канада           | 2:32.11 |

### Жінки
| Дисципліна         | Золото                    | Золото  | Срібло                        | Срібло  | Бронза                      | Бронза  |
| ------------------ | ------------------------- | ------- | ----------------------------- | ------- | --------------------------- | ------- |
| Швидкісний спуск   | Корінне Зутер · Швейцарія | 1:31.87 | Софія Ґоджа · Італія          | 1:32.03 | Надя Делаго · Італія        | 1:32.44 |
| Супергігант        | Лара Ґут · Швейцарія      | 1:13.51 | Мір'ям Пухнер · Австрія       | 1:13.73 | Мішель Гізін · Швейцарія    | 1:13.81 |
| Гігантський слалом | Сара Гектор · Швеція      | 1:55.69 | Федеріка Бріньоне · Італія    | 1:55.97 | Лара Ґут · Швейцарія        | 1:56.41 |
| Слалом             | Петра Влгова · Словаччина | 1:44.98 | Катаріна Лінсбергер · Австрія | 1:45.06 | Венді Гольденер · Швейцарія | 1:45.10 |
| Комбінація         | Мішель Гізін · Швейцарія  | 2:25.67 | Венді Гольденер · Швейцарія   | 2:26.72 | Федеріка Бріньоне · Італія  | 2:27.52 |

### Командні змагання
| Дисципліна      | Золото | Срібло                                                                               | Бронза |
| --------------- | --- | ------------------------------------------------------------------------------------ | --- |
| Змішані команди | Австрія · Катаріна Губер · Катаріна Лінсбергер · Катаріна Труппе · Штефан Бреннштайнер · Міхаель Матт · Йоганнес Штрольц | Німеччина · Емма Айхер · Лена Дюрр · Юліан Раухфус · Александер Шмід · Лінус Штрасер | Норвегія · Міна Фюрст Гольтманн · Тея Луїз Штьєрнесунн · Марія Терезе Твіберґ · Тімон Гауґан · Фаб'ян Вілкенс Солгейм · Расмус Віндінґстад |